# Harald Ruckendorfer
Harald Ruckendorfer (* 5. Dezember 1982) ist ein ehemaliger österreichischer Fußballspieler, der heute unter anderem als -trainer tätig ist.

## Werdegang
Ruckendorfers Jugendvereine waren FC Blau-Weiß Linz, die Union Reichenthal und der LASK.
In der ersten Hälfte der Saison 2007/08 spielte er noch beim österreichischen Bundesligaaufsteiger LASK Linz. Konnte er in der letzten Saison in der zweitklassigen Red Zac Ersten Liga noch zwei Tore erzielen, so kam er in der Bundesliga über Kurzeinsätze nicht mehr hinaus.
Nachdem er in der Herbstsaison 2007 nur zwei Mal von Trainer Karl Daxbacher eingewechselt worden war, wechselte er, kurz vor Ende der Übertrittszeit, im Jänner 2008 zum österreichischen Regionalligisten 1. FC Vöcklabruck, mit dem er die Meisterschaft in der Regionalliga Mitte fixierte. Noch im selben Jahr ging Ruckendorfer zum SK Vorwärts Steyr in die oberösterreichische Landesliga, wo er im Jahr 2011 den Meistertitel und somit den Aufstieg in die Regionalliga feiern konnte.
Ab Jänner 2012 war Ruckendorfer beim SV Bad Schallerbach im Einsatz. Im Mai 2014 löste Ruckendorfer Béla Hegedűs übergangsweise als Trainer von Bad Schallerbach ab; im Oktober 2016 fungierte er ein zweites Mal kurzfristig als Interimstrainer. Außerdem ist Ruckendorfer seit 2014 Trainer der zweiten Mannschaft und zugleich deren Sportchef. Seine letzten Einsätze als Aktiver absolvierte er für die zweite Mannschaft in der Saison 2016/17.